# Torre Solidor

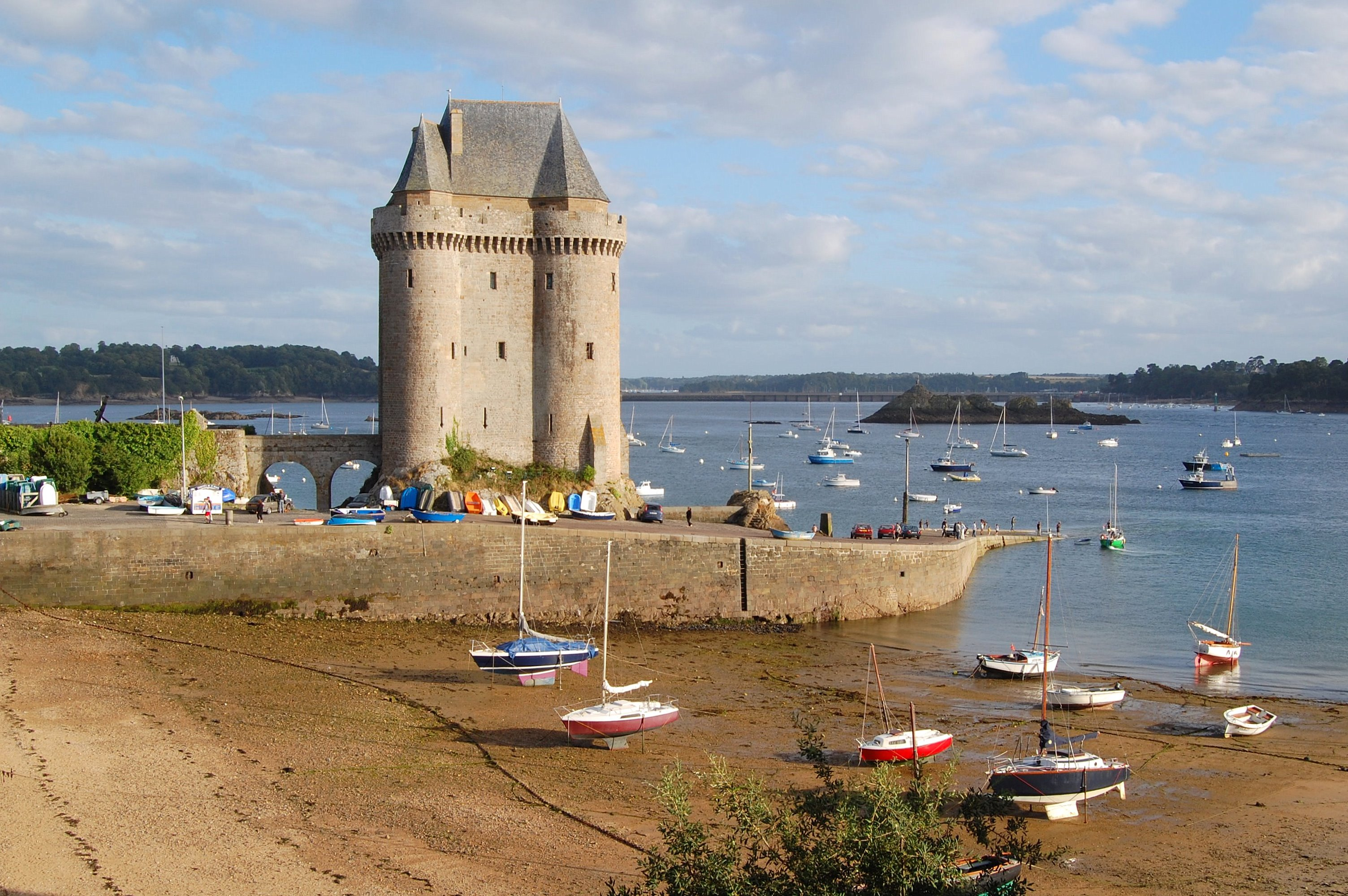
Torre Solidor, ao fundo a usina de energia das marés Rance

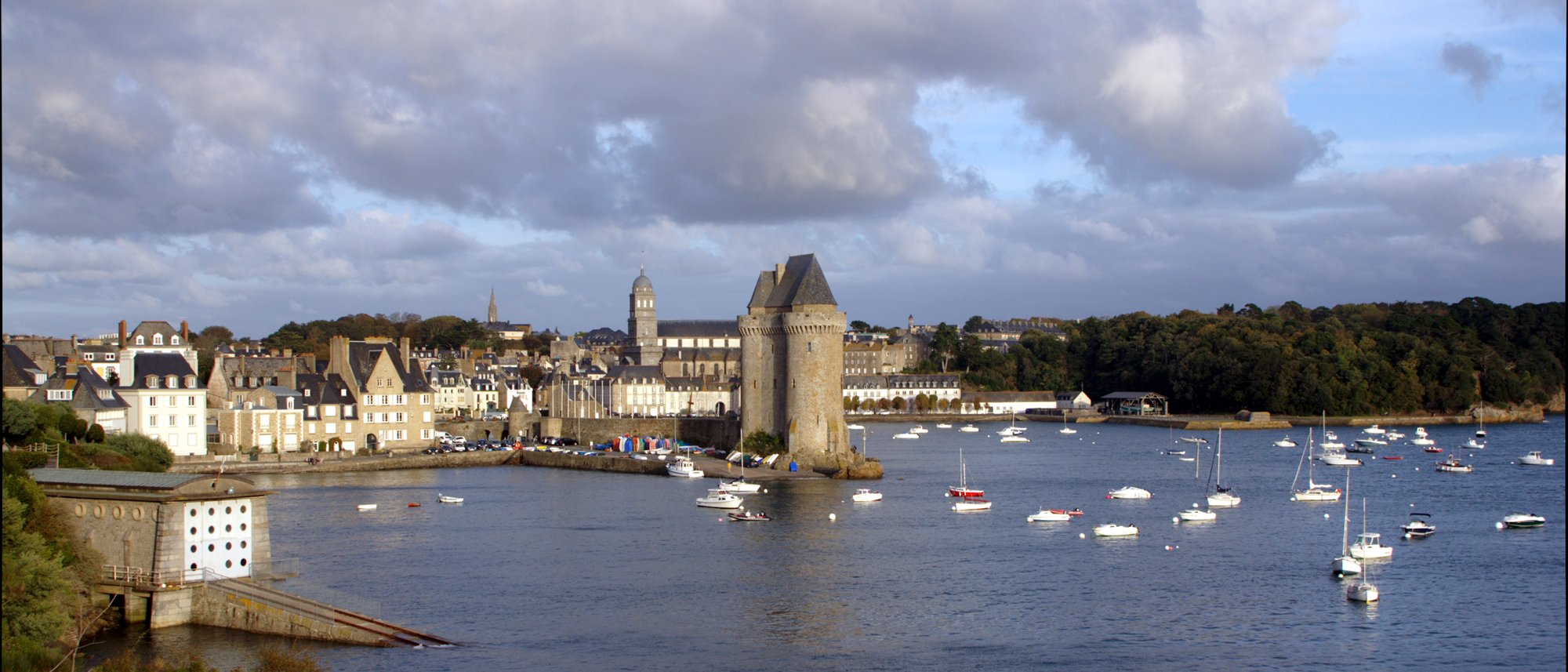
Torre Solidor, com a cidade de Saint-Servan atrás

A Torre Solidor (em francês: tour Solidor) é uma torre de menagem com três torres ligadas, localizadas no estuário do rio Rance, na Bretanha.
A Torre Solidor está localizada na antiga cidade de Saint-Servan, que se fundiu com Saint-Malo em 1967.
É apresentada no filme True as a Turtle, de 1957, de Wendy Toye, estrelado por John Gregson, Cecil Parker, June Thorburn e Keith Michell.